# Ding Xuexiang
Ding Xuexiang (nacido el 13 de septiembre de 1962) es un político chino y el sexto miembro del Comité Permanente del Buró Político del Comité Central del Partido Comunista de China. Como director de la Oficina General del PCCh, Ding es un importante asesor político de Xi Jinping, actual secretario general del Partido Comunista Chino (PCCh). Ding trabajó con Xi Jinping en Shanghái y luego lo siguió a Beijing. También es miembro del 19º Politburó del Partido y Secretario de la Secretaría del Partido.

## Temprana edad y educación
Ding Xuexiang nació en Nantong, provincia de Jiangsu, el 13 de septiembre de 1962. Se graduó del Instituto de Maquinaria Pesada del Noreste en Qinghuangdao (más tarde rebautizado como Universidad de Yanshan) en 1982 con una licenciatura en ingeniería. Ding Xuexiang obtuvo su primer trabajo en el Instituto de Investigación de Materiales de Shanghái (SRIM) de 1982 a 1999 y se unió al Partido Comunista Chino en 1984. Ding Xuexiang obtuvo el grado de  maestro en administración pública de la Escuela de Administración de la Universidad de Fudan en 1993. En el Instituto de Investigación de Materiales de Shanghái, Ding avanzó rápidamente a través de varios puestos de investigación, administrativos y del partido.

## Carrera política
El ascenso de Ding al Politburó se logró principalmente escalando en las filas del partido. Ding pasó a la política después de obtener su primer puesto de cuadro, como Director Adjunto de la Comisión Municipal de Ciencia y Tecnología de Shanghái, en 1999. A lo largo de su permanencia en la Comisión Municipal de Ciencia y Tecnología de Shanghái, alcanzó roles de liderazgo en propaganda, organización, oficina general, política y asuntos legales, adquiriendo una valiosa experiencia en todos dichos campos. Ascendió en las filas del aparato del partido en Shanghái, terminando su tiempo en la ciudad como Secretario del Comité Político y Legal del Comité Municipal del Partido de Shanghái en 2013. Primero sería elegido miembro del Comité Central como miembro suplente en el 18º Congreso del Partido en 2012.

### Politburó y Secretaría
Ding se incorporó al Politburó y al Secretariado del PCCh en octubre de 2017, como director de la Oficina General del PCCh, y mantuvo su puesto de director de la oficina del Secretario General del PCCh (jefe de gabinete). Fue elevado al Comité Permanente del Politburó en octubre de 2022. 